# Kaulaulaokalani
Kaʻulaʻulaokalani (Ka-ʻulaʻula-o-kalani; o ka lani = „nebeski”) bio je havajski plemić (Aliʻi) te poglavica Koʻolaua na otoku Oʻahuu.

## Životopis
Kaʻulaʻulaokalani je rođen na Oʻahuu. Njegovi su roditelji bili Aliʻi Kawalewaleoku (Ka-walewale-oku) od Koʻolaua i njegova žena Unaʻula; preko oca je Kaʻulaʻulaokalani bio potomak čarobnjaka Mawekea s Tahitija. Djed i baka Kaʻulaʻulaokalanija bili su Kua-o-Mua i njegova sestra-žena, Kapua-a-Mua (djeca Mualani i njezinog supruga, Kaomealanija I.). Kawalewaleoku je bio smatran bogom jer je rođen iz unije sestre i brata.
Nakon očeve smrti, Kaʻulaʻulaokalani je zavladao Koʻolauom. Tijekom njegova vremena, drugim dijelovima Oʻahua su vladali veliki poglavica Lakona i velika poglavarica Maelo od Kone. Maelo i Kaʻulaʻulaokalani bili su vazali Lakone. Supruga Kaʻulaʻulaokalanija bila je Kalua-i-Olowalu te je njihova kći bila poglavarica Kaimihauoku, očeva nasljednica. Kaimihauoku se udala za čovjeka imenom Loe te je njihov sin bio Moku-o-Loe, vladar Koʻolaua.